# Stockholms Gosskör

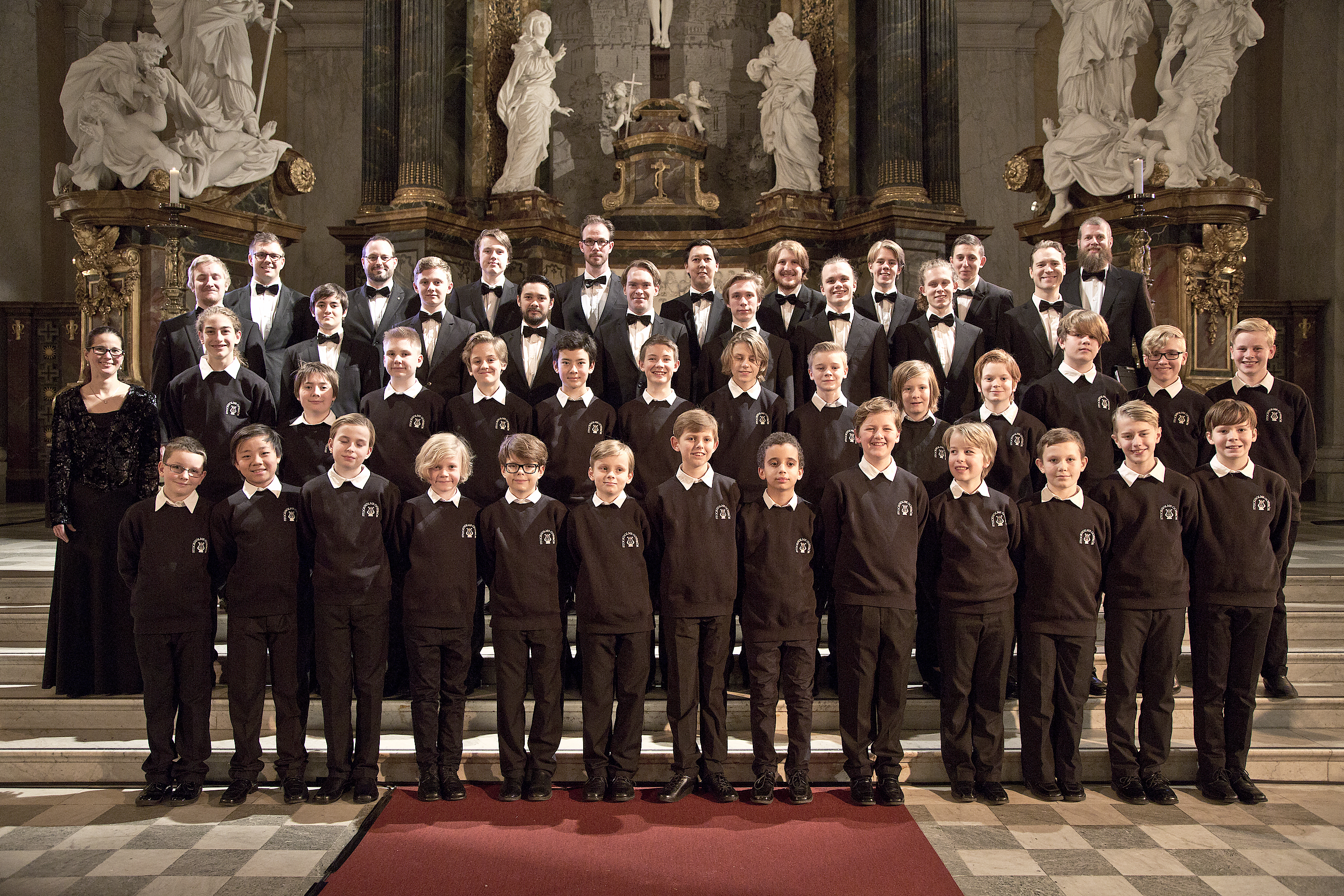
Konsertkören med Karin Skogberg Ankarmo i Gustav Vasa kyrka i Stockholm.

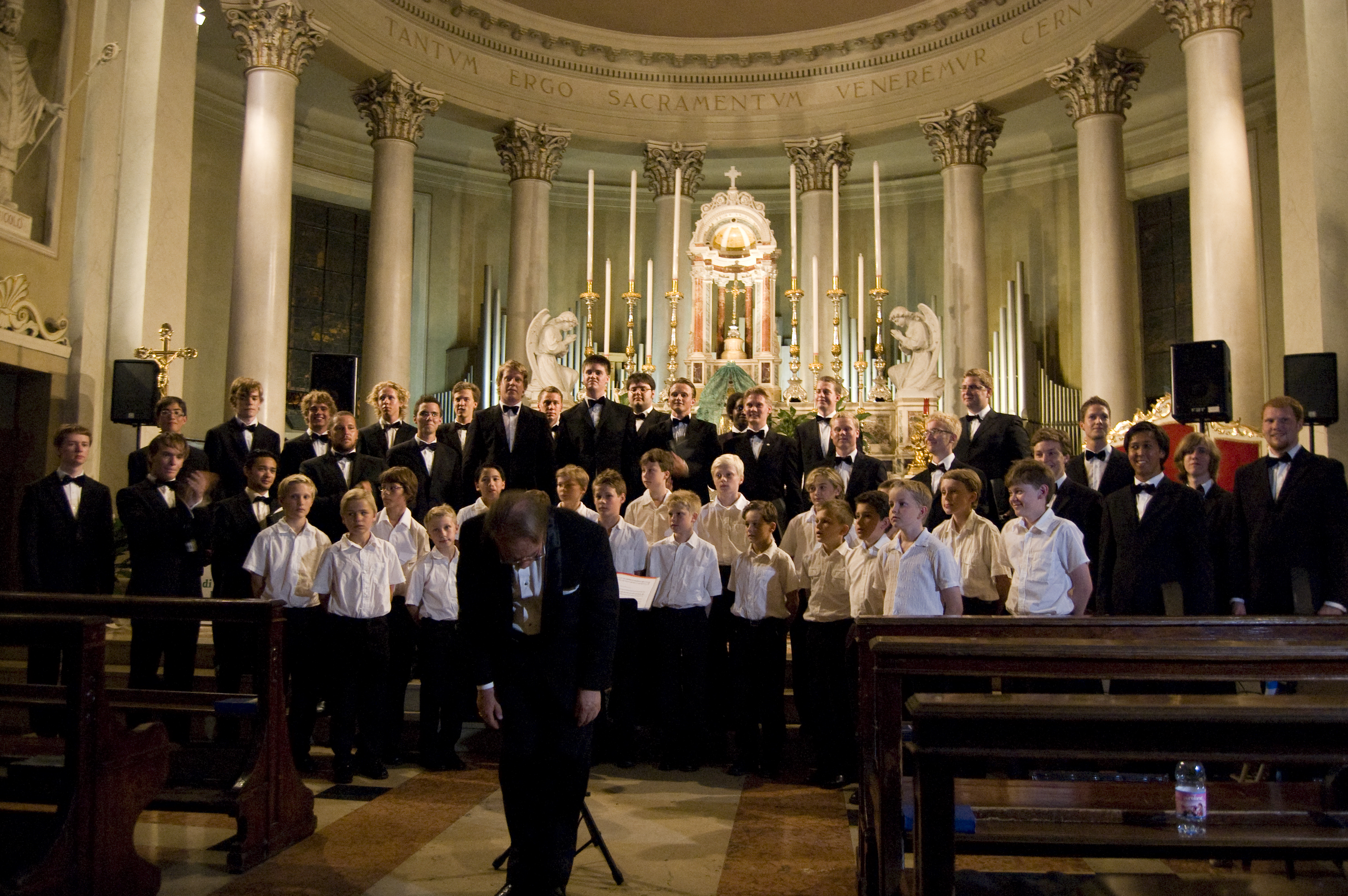
Stockholms Gosskör på turné i Italien år 2008.

Stockholms Gosskör grundades 1938 på Södermalm i Stockholm av Erik Algård.
Gosskören är en kör av engelsk modell, vilket innebär att sopranstämman sjungs av gossar och alt-, tenor- och basstämmorna av gossar och män. Kören är uppbyggd av Stiftelsen Stockholms Gosskör och Föreningen Stockholms Gosskör. Verksamheten engagerar årligen cirka 150 sångare, indelade i preparandkör, diskantkör, konsertkör, målbrottskör, manskör (varav en del är Konsertkören) och veterankör. Med det är man Sveriges största gosskör.
Då Erik Algård startade kören följde han den tysk-/österrikiska traditionen från Wiener Sängerknaben, men under Roland Nilssons fyrtioåriga ledning av kören förändrades den musikaliska inriktningen till den anglikanska traditionen.
Stockholms Gosskör var mellan åren 2001 och 2004 kulturell ambassadör inom EU.
Drottning Silvia är körens högsta beskyddare och kören har genom åren medverkat vid mängder av både TV-, radio- och konventionella framträdanden, men också operauppsättningar och reklamfilmer. Kören har gjort många skivinspelningar, samt medverkat vid stora officiella ceremonier och invigningar. Stockholms Gosskör sjöng vid lysningsmottagningen för kronprinsessan Victoria och Daniel Westling den 1 juni 2010. Den 22 maj 2012 sjöng kören vid dopmottagningen efter prinsessan Estelles dop på Stockholms slott. Fredagen den 9 september 2016 sjöng kören vid prins Alexanders dop i Drottningholms slottskyrka, då de bland annat framförde "Lyckans minut", ett uruppförande med text av Erik Lindorm och musik av Fredrik Sixten.
Sedan 2008 är Karin Skogberg Ankarmo körens konstnärliga ledare. Till kören är också lärarna Magnus Bergman och My Steneby knutna.

## Konstnärliga ledare
Den konstnärliga ledaren ansvarar för repertoar och prestation. I Stockholms Gosskör är det tradition att den konstnärliga ledaren stannar länge på sin post. De har varit och är:
- 1938–1968 Erik Algård
- 1968–2008 Roland Nilsson
- 2008– Karin Skogberg Ankarmo

## Repertoar
Körens repertoar består i huvudsak av kyrklig och klassisk musik, såsom Bach, Händel, Mozart och Britten, men också svensk schlager och traditionella sånger. Sedan Karin Skogberg Ankarmo blivit konstnärlig ledare har en modernisering och liberalisering av repertoaren ägt rum. Detta har lett till att man har sjungit gospel, filmmusik och pop. Stockholms Gosskörs repertoar är därför betydligt mindre kristen än förr.[källa behövs]

## Exempel på framträdanden genom åren
- 1946 Kung Carl XVI Gustafs dop, Slottskyrkan.
- 1961 Prinsessan Birgittas bröllop i Rikssalen, Stockholms slott.
- 1968 Konsert i Konserthuset i Prag
- 1972 Prinsessan Sibyllas begravning, Slottskyrkan.
- 1974 Kyrkokonsert i Sankt Paulskatedralen, London.
- 1974 Kyrkokonsert i Southwalk Cathedral, London.
- 1976 Kyrkokonsert i Notre Dame, Paris
- 1976 Konsert i katedralen i Lourdes i södra Frankrike. Kvällskonsert med 1000-tals åhörare både i kyrkan och i hela staden (över högtalare).
- 1979 Prins Carl Philips dop i Slottskyrkan.
- På 80-talet framträdande i Händelfestivalerna i Göttingen i Tyskland.
- 1981 Tre veckors turné i Nordamerika. Kören reste den väg som Vilhelm Moberg beskriver i Utvandrarserien. Hemresa med konserter genom Kanada, Niagara och New York.
- På 1970- och 1980-talet deltog kören flera gånger på festivalerna i Poznan.
- 1990 Konserter i Berliner Schauspielhaus för utsålda hus.
- 1984 St Peterskyrkan i Rom: medverkan i Pingstmässan med Påven.
- 1996 Kyrkokonsert i Markuskyrkan, Venedig.
- 2005 Kyrkokonsert i klostret i Montserrat utanför Barcelona.
- Juli 2009 TV-programmet Allsång på Skansen i Stockholm.[5] Denna dag sattes ett nytt publikrekord med över 21 000 besökare.
- 1 juni 2010 Lysningsmottagningen för kronprinsessan Victoria och Daniel Westling på Kungliga slottet.[2]
- 2011 Konserthuset i Shanghai. "The Weekly Radio Concert" med Stockholms Gosskör direktsändes med ett fullsatt konserthus som publik.
- 22 maj 2012 Stockholms slott i samband med prinsessan Estelles dop.
- 9 september 2016 Prins Alexanders dop i Drottningholms slottskyrka.
- Sommaren 2018 Samarbete med Kings' college i Cambridge och uppträdande i Sankt Paulskatedralen.
- Februari 2019 Santa maria degli Angeli och Peterskyrkan i Rom under högmässa med en kardinal.
- Augusti 2019 Gosskörsfestival arrangerad av partiet i Chengdu, Kina.
- Våren 2023 St.Pauls Cathedral och Westminster Abbey i London.

## Turnéer
Sedan 1951 har kören gjort årliga sommarturnéer, förutom i Sverige till bland annat Danmark, Tyskland, Schweiz, England, Frankrike, Luxemburg, USA, Kanada, Finland, Spanien, Portugal, Belgien, Tjeckoslovakien, Österrike, Italien, Nederländerna, Polen, Jugoslavien, Rumänien, Norge, Skottland, Tjeckien, Ryssland, Estland och Lettland. Under hösten 2011 gjorde kören sin första turné till Asien då man turnerade i Kina, vilket blev en succé med bl.a. direktsända konserter i både kinesisk radio och TV.
1947 var kören första gången utomlands till Finland. 1956 var kören första gången utanför Europa till USA och Kanada.

## Diskografi
- 2021 Jenkins: O Salutaris Hostia & Sköld: O be joyful in the Lord (dirigent: Karin Skogberg Ankarmo)
- 2018 Lyckans minut - Sånger genom livets olika skeden (dirigent: Karin Skogberg Ankarmo)
- 2013 Jubilate! (dirigent: Karin Skogberg Ankarmo)
- 2011 En körgod jul (dirigent: Karin Skogberg Ankarmo)
- 2008 Stockholms Gosskör Live in Gustaf Vasa Church, The Stockholm Concert Hall and in Italy (dirigent: Roland Nilsson)
- 2008 Hör klangen: Stockholms Gosskör 70 år (dirigent: Roland Nilsson)
- 2007 Vårkonserter 1997-2006 (dirigent: Roland Nilsson)
- 2005 Julkonserter 1994-2004 (dirigent: Roland Nilsson)
- 1997 Stockholms Gosskör (dirigent: Roland Nilsson)
- 1990 Barn av vår tid (dirigent: Peo Lövholm)[6]
- 1987 Konsert med Stockholms gosskör (dirigent: Roland Nilsson)
- 1980 Stockholms Gosskör (dirigent: Roland Nilsson)
- 1971 Fader vår (dirigent: Erik Algård)
- 1955 Dotter Zion (dirigent: Erik Algård)
- ---- Hosianna (dirigent: Erik Algård)
- 1941 Midsommarnatt (dirigent: Erik Algård)

Vidare har inspelningar från större konserter släppts på CD för försäljning i mindre skala.

## Kända medlemmar
- Lennart Swahn – programledare
- Lasse Lönndahl – sångare och skådespelare
- Peter Settman – programledare
- Jesper Taube – operasångare
- Karl-Magnus Fredriksson – hovsångare
- Peter Jöback – sångare och artist
- Hans-Ola Ericsson – professor i orgelspel
- Anders Berglund – pianist och dirigent